# ネオジオ
ネオジオ（NEOGEOまたはNEO・GEO）は、エス・エヌ・ケイ（旧社）が開発・販売、およびレンタルしていた家庭用ゲーム機、並びに業務用ゲーム機の名称。「新たなる大地」の意味を持つ。また、両機で使用されているシステムウェアの総称でもある。キャッチコピーは「Advanced Entertainment System」。
「アーケードゲームと互換性のある家庭用ゲーム機」というコンセプトのもとで、家庭用ゲーム機として開発が進められたが、後に業務用（アーケード用）にも流用された。キャッチコピーは「凄いゲームを連れて帰ろう」。イメージキャラクターは、黒い燕尾服に黒マントと黒シルクハットに笑い顔をイメージさせる切れ込みの入った、のっぺりした仮面姿の「ゲーマント」。
レンタル用（家庭用）は、その名の通り、主にレンタルサービスを中心に展開していたが、最初からレンタル取扱店などに問い合わせることで一般販売も可能にしていた。発売当初はゲームセンターに設置され、1プレイごとに料金を徴収する扱いもあったというが、ライトユーザーをふり向かせるゲームは少なかった。しかし、対戦型格闘アクションが流行となり、注目を浴びるようになった。発売間もなく、全国の玩具店やデパートなどで販売が実施されているという内容の誌面広告（『ファミリーコンピュータMagazine』 1990年5月25日号 発売は4月25日）で確認できる。1990年6月からは、名称を「家庭用」に統一し、1991年7月1日にはハードとソフトの価格改定で一般販売を本格的に行った。
この項目では家庭用ネオジオ（ロムカセット版）を中心に説明するが、業務用ネオジオであるMulti Video System（MVS）との共通箇所も併せて説明する。

## ハードウェア

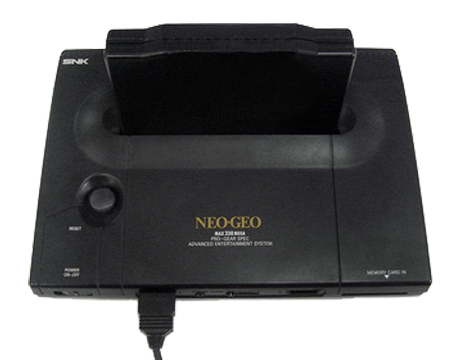
家庭用ネオジオにカートリッジがセットされた状態。通産省のグッドデザイン賞に選ばれている。

ネオジオの基となるハードウェアは、ネオジオのサードパーティーとなるアルファ電子（後のADK）が開発した。
ロムカセット（ロムカートリッジ）
家庭用カセット版・業務用で採用されているソフトメディアで、2枚の基板が1つのプラスチック製カートリッジにパッケージングされている。
家庭用カセット版と業務用とでは形状が異なる。家庭用の方がやや大きい。ゲームを始めるには、カートリッジを本体にセットして、電源を入れた後にリセットボタンを押すことでゲーム画面となる。
任天堂のスーパーファミコンやセガのメガドライブとキッズコンピューター・ピコのロムカセットと比べると2倍以上大きく、その分収められるデータ量も巨大である。そのため、「アーケードゲームと遜色ないものが家庭でも遊べる」ことが強みであった。
カセットの形状は、日本国内外共通であり、日本国外版のカセットを日本国内版の本体でプレイする、あるいはその逆が可能になっている。
ただし、国別設定（および、業務用 / 家庭用の区別）は本体BIOSを取得することで行われるため、日本国外版のカセットであっても日本国内版の本体で使用すれば日本語版として動作する。また、業務用カセットであっても社外品の変換アダプタを用いて家庭用本体で使用すれば家庭用として動作する。
容量は当時のゲーム業界におけるROMメディアの通例どおり、メガバイトではなくメガビットを指して「MB」で表記されている。
コントローラー
家庭用の場合、操作のために使う純正のコントローラーは十字キーがレバー式のファイティングスティックが使われている。
重量はやや軽め。ボタンはゆるやかな弧を描いて配置され押すと深く沈む作り。
NEOGEOCDに付属されるネオジオCD専用コントローラーはパッド式だが、差込口が同じなので繋げれば使用が可能になる。

CD-ROM
ネオジオCDおよびネオジオCD-Zで採用されているソフトメディアである。
詳しくはネオジオCDの項目にて。
メモリーカード
ゲーム中のセーブデータは、PCMCIA規格準拠のPCカードのメモリで保存される。容量は2キロバイト。保存可能タイトルは28タイトル。ただし、スコアの記録程度のものが大半で、セーブデータを積極活用するようなソフトは極少数に留まった。
格闘ゲームではゲームオーバーになったステージの時点でセーブして、ゲーム開始時にデータのロードを行う。いきなりラスボス戦から始めることも可能である。また、一部作品の隠し要素を使用する際は、メモリーカードが必要になる場合が多い。
業務用でも一部の筐体にはメモリーカードのスロットが装備されているため使用できる。家庭用カセット版でプレイしたゲームの続きを業務用でプレイすること、あるいはその逆が可能となっている。
電池切れを防止するため、純正メモリーカードではなく市販のSRAMカードを代用することができる。
起動時のアニメーション
家庭用カセット版および業務用を起動すると、最初に「NEO・GEO」または「NEOGEO」の黒文字の言葉と白色の背景が同時に現れ、その後、その文字と背景の色が反転した後に「（文字列） PRO-GEAR SPEC」という白文字の言葉と「SNK」という前述の言葉とは違うフォントで表された青文字の言葉が追加されて出てくる。
この起動時のアニメーションは、ダイナの『Vライナー』や、ブレッツアソフトの『ジョッキーグランプリ』などのBET系作品を除けば、他社作品も含めて全ての作品に共通して使用されている。『Vライナー』は日本を含む世界中のカジノ（日本国内ではメダルコーナー）で稼動したスロットゲームで、通常の起動画面との違いは、背景の色が反転しないことと、「NEOGEO」の白文字の言葉の回転がブレながら行われることである。『ジョッキーグランプリ』に至っては起動アニメーションそのものが表示されないままゲームが立ち上がる。
なお、「（文字列）」の部分は以下より説明する。
MAX 330 MEGA
ネオジオの初期作品から『メタルスラッグ2』まで「（文字列）」の部分を表示していたのがこの言葉で、フォントは「PRO-GEAR SPEC」と同じである。
「MAX 330 MEGA」の意味である「最大330メガ」は化粧箱の「DIRECT ROM ACCESS CAPABILITY: 330」という記載と関係があると思われる。一般的な認識としては「ロムカセットの最大容量」という情報が伝わっているが、事実でない可能性が高い。
GIGA POWER
表現力を増すためにロムカセットの容量がさらに巨大化していくことを表すために『リアルバウト餓狼伝説2』以降の作品は、『メタルスラッグ2』を除いてこの表記が「MAX 330 MEGA」に代わって表示されていく。
ただし、フォントは「MAX 330 MEGA」と違って別物となっている。
また、この表示から「NEO・GEO」の表示も「・」が抜けて「NEOGEO」と表示されるようになった。ただし、『リアルバウト餓狼伝説2』以降の一部作品でも「NEO・GEO」と表示される作品は存在した。
『リアルバウト餓狼伝説2』は539メガビットの容量であり、2004年発売の『ザ・キング・オブ・ファイターズ2003』は716メガビットもあった。
起動時のBGMの音色
前述の通り、起動時については、アニメーションは全作品共通であるものの、一部メーカーの作品でBGMだけは音色が異なる。
なお、それ以外のメーカーの作品はSNK作品と共通の音色である。
また、中には業務用のみにしかリリースされていない作品もあり、かつ起動時のアニメーションが最初から表示されない作品もあるが、後述するMVSコンバーターやユニバースバイオスといったアイテムを駆使して家庭用モードで起動すると、確認が可能となる。
音色が異なるメーカーは以下の通り。
エス・エヌ・ケイ
『トッププレイヤーズゴルフ』のみ、他とは異なる音色となっている。
ADK
アルファ電子時代の作品も含む。
なお、「ADK」と社名変更する前辺りから音色が変更されている。
また、起動画面で表示される「PRO GEAR」の「R」のフォントも異なる。
NMK
ネオジオ向けに開発したゲームは『作戦名（オペレーション）ラグナロク』のみで、家庭用には移植されていない。
彩京
ネオジオ向けに開発したゲームは『ストライカーズ1945 PLUS』のみで、家庭用には移植されていない。
エイティング
ハドソンの許諾により『ボンバーマン ぱにっくボンバー』がリリースされている。
なお、開発をイレブンが行っているため、音色はSNK作品で流れる音色にドラム音を加えたものとなっている。
ザウルス
音色が異なっているのは『ステークスウィナー 〜GI完全制覇への道〜』のみ。
こちらも開発をイレブンが行っているため、『ボンバーマン ぱにっくボンバー』と同じ音色が採用されている。
なお、続編の『2』はSNK作品と同じ音色が採用されている。
サミー工業
リリースしたゲームは『ビューポイント』のみである。
開発を後にサミー工業に吸収合併されたエイコム（旧社）が行っているため、再独立後のエイコム（新社、後に「夢工房」と社名変更、後述）作品である『パルスター』や『ブレイジングスター』と同じ音色が採用されている。
サン電子
同社作品でSNK作品とは違う音色が採用されているのは『ギャラクシーファイト 〜ユニバーサル・ウォーリアーズ〜』のみである。
データイースト
参入第1弾として開発・発売した『ミラクルアドベンチャー』のみ、SNK作品と同じ音色が採用されている。
なお、同社最後のネオジオ作品である『マジカルドロップ3』では、また別の音色が採用されている。
テクモ
開発したゲームは海外販売のみの『テクモ ワールドサッカー'96』のみ。
ナスカ
なお、この会社がSNKに吸収合併された後も、この会社の作品を題材とした一部の作品にも同じ音色が採用されている。
ビデオシステム
ネオジオでリリースされた作品全てSNK作品と音色が異なっている。海外のみの発売となった『ガッポリン』だけ、他のネオジオ向け同社作品とは違う音色が採用されている。
フェイス
同社作品でSNK作品とは違う音色が採用されているのは『ぐるりん』のみ。家庭用には移植されていない。
夢工房
音色はエイコム時代から一貫して変更されていないが、『雀神伝説』のみホワイトボード（サントス）開発のため、また別の音色が採用されている。
100メガショック
1992年の『龍虎の拳』など、カートリッジ内のROMに記憶できる容量が増えたことや、対戦型格闘ゲームのブームによりキャラクタのスプライトパターンや効果音が増えたことにより、容量が100メガビット以上のカートリッジが登場した。それらの作品に対してのキャッチコピーとして使用されたのがこの言葉である。
それと同時に、そのキャッチコピーで宣伝された一部の作品には、ネオジオ起動時のオープニングの後に、「THE 100 MEGA SHOCK!」という言葉が流れるアニメーションが収録されたり、業務用のインストや家庭用カセット版のパッケージにその言葉を使用したロゴが記された。なお、容量が100メガビット以下で、ビッコムが開発した98メガビットの対戦2D格闘ゲーム『ファイトフィーバー』も、起動時のアニメーション後に「THE 100 MEGA SHOCK!」のアニメーションが流れるため、100メガビット未満であるものの「100メガショック」作品とされる。
キャッチコピーを使用し始めてから2年後には、200メガビット以上の作品が登場するようになったため、この言葉も1990年代後半の作品では使われなくなっていった。
MVSとの違い
家庭用NEOGEOとMVSをゲーム画面内で見分ける基準として、「CREDITS」表示の位置が挙げられており、NEOGEO版は画面下の左右に表示されている。

### 仕様
| CPU              | メイン：16bit/68000（12MHz）、サウンド用：8bit/Z80（4MHz） |
| メモリ           | RAM：【68000】64Kバイト、【Z80】2Kバイト、【VRAM】68Kバイト |
| サウンド         | Yamaha YM2610（周波数固定ADPCM6音 周波数可変ADPCM1音 FM4音 PSG3音 ノイズ1音）                                                                                       |
| 最大表示発色数   | 65,536色中3,840色（15色パレット*256個） |
| スプライト表示数 | 380個 サイズ16x16～16x512 ラインスプライト方式で同一ライン上には横に96本まで表示可能。ネオジオにはBG機能は無く、画面構成は全てスプライトでの描画となる。            |
| テキスト表示面   | 1枚 スクロールや移動は不可で表示優先順位は最上位となる。おもにスコアやシステム表示等に使用。                                                                        |
| 特殊機能         | オートアクション（4 or 8枚の絵を常時ループで表示）、縮小機能（縦256段階、横16段階で個々に縮小可能）、画面のトーンダウン（ゲーム画面のトーンを若干落とすことが可能） |

## 周辺機器

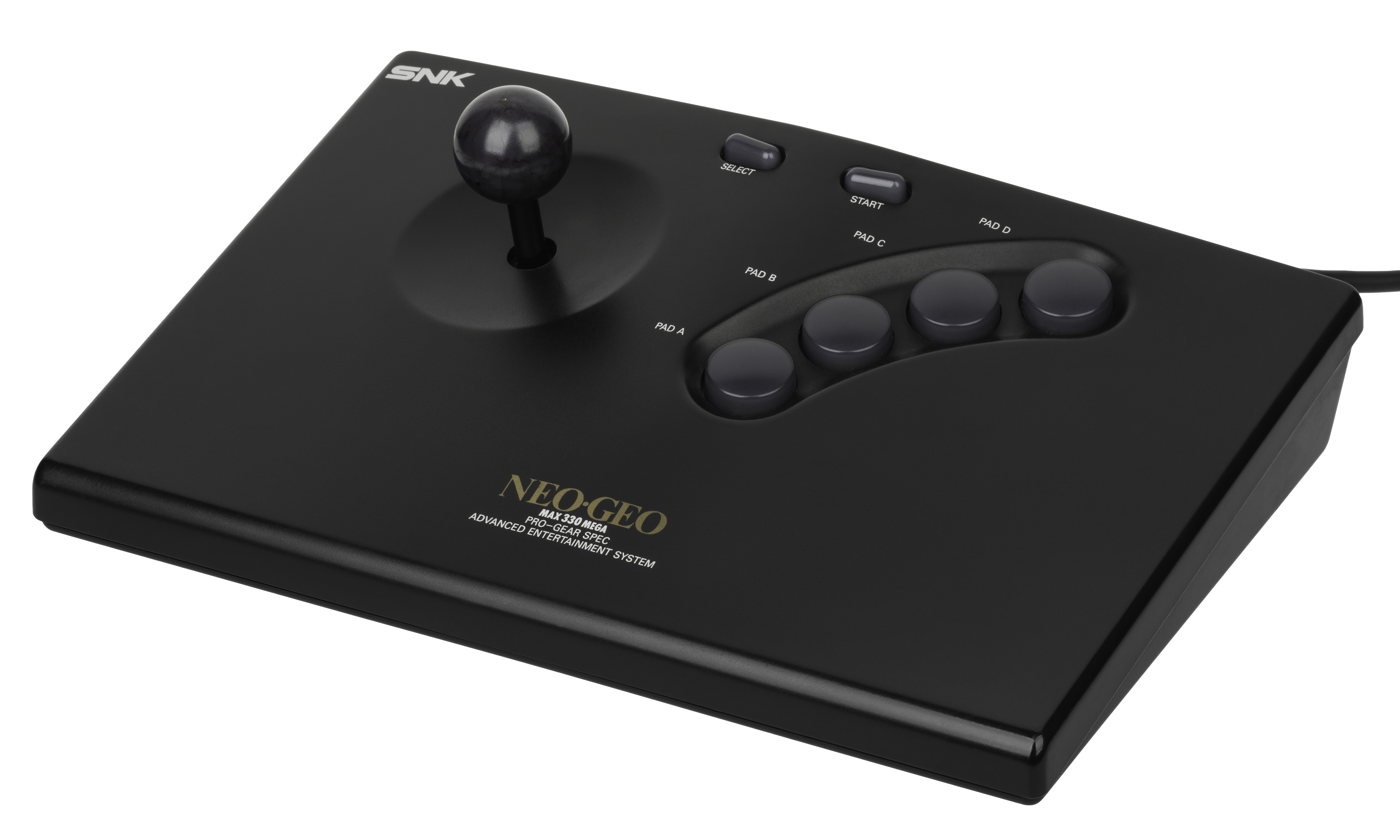
コントローラ
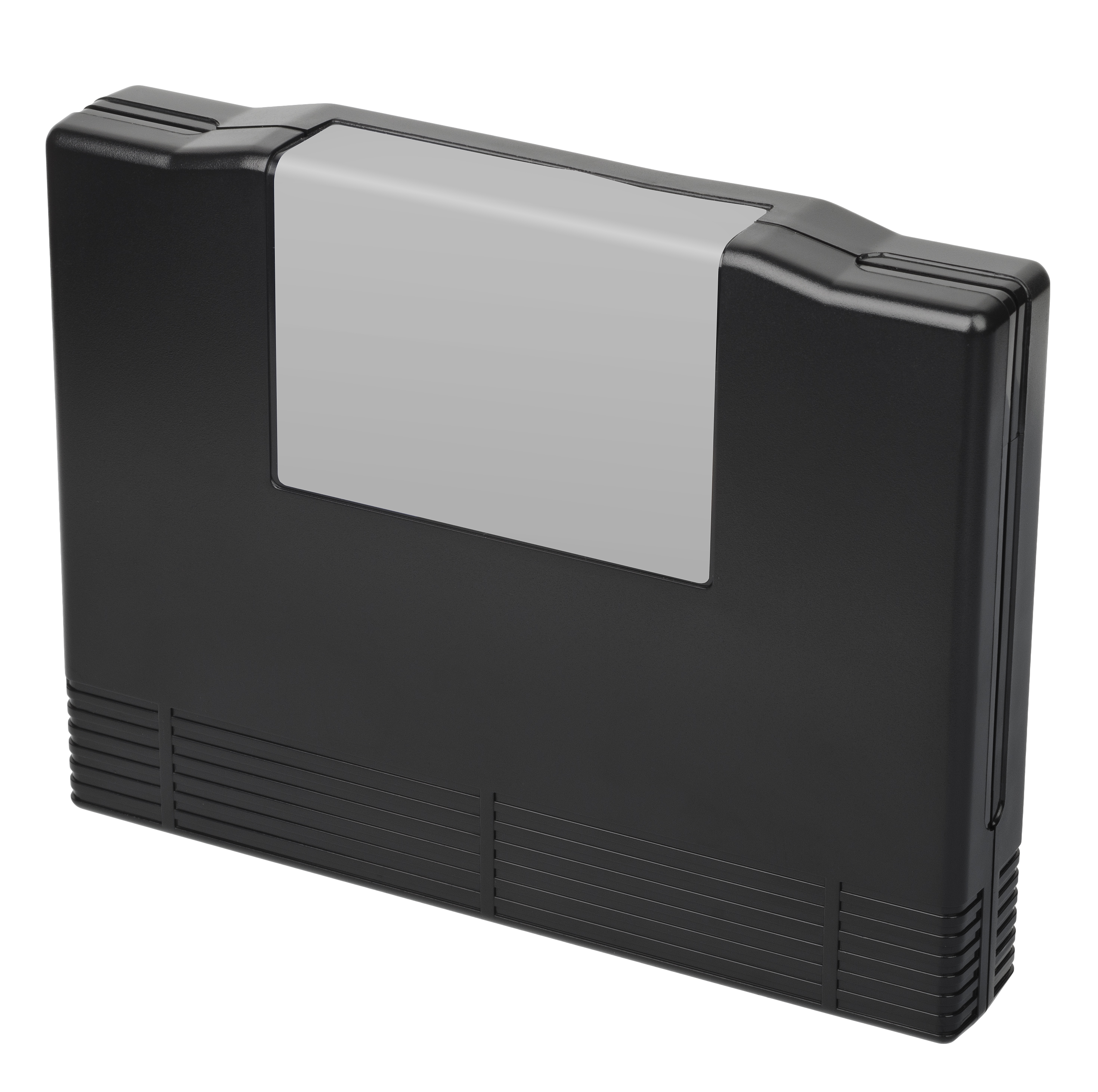
カートリッジ
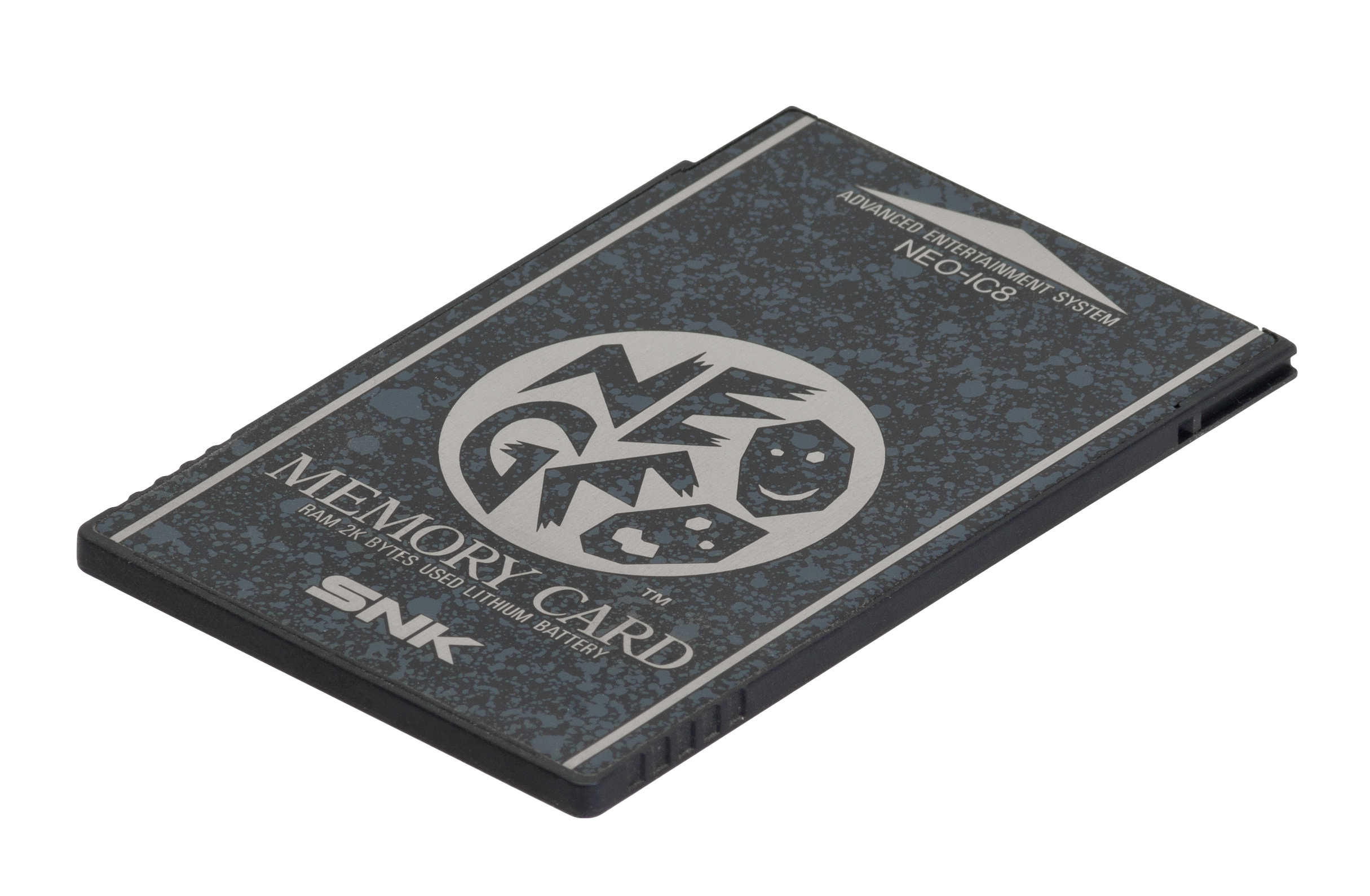
メモリーカード

- メモリーカード NEO-IC8
- メモリーカード MV-IC
- RFコンバータ FCG-8
- RGBケーブル FCG-9
- ACアダプタ PRO-POW/PRO-POW2/NEO-POW3
- XNEO-1（電波新聞社製品）

これらとは別に、ネオジオCD向けの周辺機器のうち一部は互換性があるため使用可能。

### 非ライセンス品
MVSコンバーター
業務用であるMVS版の専用カートリッジを家庭用ネオジオROMカセット版の本体で使用することが可能になる変換機器である。
最初にコンバーターを家庭用の本体のカセット差込口に差し、そのコンバーターの上にMVS版のカートリッジを差す構造となっている。
なお、家庭用本体にはBIOS（バイオス）が搭載されており、これには日本向け・米国（英語圏）向け・欧州向けがある。例えば日本向けのBIOSが内蔵されている家庭用本体を使うと、日本版あるいは日本国外版などと関係なく、全てのソフトが日本版の家庭用向けの状態でプレイできるようになる。
これは米国向け・欧州向けについても当てはまる。だが、ネオジオも他の家庭用ゲーム機と同様に、各々の国で販売する際に、各々の国のアナログテレビジョン方式の規格に準じて製造されている。例えば、NTSC方式の国では、その方式によって家庭用ゲーム機およびソフトも作られているため、同じゲーム機のソフトでも他の方式にそって作られているソフトは、NTSC方式に準じて製造された本体では使えない可能性が高い。
家庭用ROMカセット版の日本国外版を使用した場合も同様のことができ、日本国外でしか発売・販売されていないMVS版・家庭用ROMカセット版の作品のほとんども日本版の家庭用向けの状態でプレイできる。
これにより、業務用でしかリリースされていない作品を家庭用モードでプレイすることが可能になる。
ただ、業務用の本体と家庭用の本体は同じ基板であり互換性があるが、一部が乱れて表示されてしまうものもあれば、プレイ不可能なものもある。
現在、「phantom-1」と「NEO SUPER SNK MVS CONVERTOR」という2つのコンバーターがリリースされており、後者は日本でもネット通販で販売されていることが確認されている。
カートリッジ（カセット）形式なのでネオジオCD版では使用できず、後述するユニバースバイオスがこれの代替となっている。また、NEO SUPER SNK MVS CONVERTORに同梱するドライバCDは同社製の別の商品のドライバ兼カタログである。
NeoSaveMasta
メモリーカードの互換品。FeRAMが使用されており、電池が不要になっている。バンク切り替えで純正メモリーカード16枚分のセーブデータを記録出来る。
ユニバースバイオス（UNIVERSE BIOS）
略称は「UNI」、「UNIBIOS」。
前述のMVSコンバーターで述べた通り、家庭用カセット版と業務用は基本的に中身が同じだが、互いの本体（業務用の場合は基板）に搭載されているBIOSにより、家庭用カセット版か業務用のどちらかのモードで起動するようになる。
その互いのBIOSにこのユニバースバイオスを加えると、家庭用カセット版と業務用のどちらでも、家庭用カセット版と業務用の両モードを使用できるようになるほか、チートやジュークボックスなどの豊富な機能が使用できるようになる。
オフィシャルバージョン（有償）とフリーバージョンの2種類とあるが、互いのそれぞれのバージョンの中身に違いは無い。

## ソフトウェア
2004年の『サムライスピリッツ零スペシャル』をもって、日本国内でのネオジオソフトの開発は終了した。
非ライセンス品としては2005年12月7日にNG:DEV.TEAMというドイツのゲーム開発チームにより、家庭用ネオジオ向け横スクロールアクションシューティングゲームのLAST HOPE（ラストホープ）が製作されていることが発表され、翌年の10月には、日本向けにも発売された。価格は500ユーロまたは675ドルで日本円に換算すると約8万円と、家庭用ネオジオソフト史上もっとも高額で、また、販売数量は限られていた。ネオジオCD版やドリームキャスト版の発売も発表され、その後、家庭用ネオジオ版に続いてドリームキャスト版が、2007年11月にはネオジオCD版がリリースされた。ネオジオCD向け作品のリリースは、『ザ・キング・オブ・ファイターズ'99』以来となった。パッケージおよびジャケットにネオジオの表記は一切使用されていない。代わりに家庭用ネオジオの俗称である「AES」の文字が表記されており、CD版には「AES CD」と表記されている。

## 販売展開

### 業務用ネオジオ：MVS
従来は、ゲームセンターの業務用ゲーム機（アーケードマシン）でのゲーム内容の差し替えは内部基板の交換に依っていた。しかし、基板が嵩張ることから製造や流通のコストを押し上げる要因ともなっており、また小さなゲームセンターにとっては、ゲーム内容の入れ替えが大きな負担となっていた。
この問題に対して業務用ゲーム機メーカーのSNK側が出した回答の一つが、家庭用ゲーム機のように、汎用のハードウェアを作成し、ソフトウェアをロムカセット化した上で、ゲーム機内のスロットに投入することで、簡単にゲームの差し替えを行えるようにするという物だった。システム基板とソフトウェアの供給媒体との分離自体は1980年代にすでに確立されており、データイーストのデコカセットシステムやカプコンのCPシステムなどで既出の手法だったが、供給媒体をカートリッジとして交換を容易にしたほか、1台の基板で複数のソフトウェアを導入し切り替えることが可能な作りにするという独自の要素を導入した。また、初期タイトルのソフトウエアは3万円程度と、媒体がカートリッジ（カセット）だったため業務用としては非常に安価に設定された。この価格は、初期の家庭用のソフトウエアと同額である。
これにより開発され、1990年に発売された業務用ネオジオである、通称「Multi Video System」（略称：MVS）では、アーケードゲームとしての一般的な販売手法の他に、設置を希望する店舗に無償で筐体を貸し出しその収益を徴収するという独自の手法を取った。またソフトウェア交換が楽な上に1台のゲーム機で複数ゲームを提供できることから、スーパーマーケットなどに併設されているような小規模なゲームコーナーや、玩具店・書店・駄菓子屋の店頭にゲーム機を設営する際に、その省スペース性が受けて普及した。特に青いフードが目印のSCシリーズはローラーも付いており移動性にも優れた。なお、後期型の1カートリッジタイプを除けば、ソフトウエアごとのインカムを別々に集計する機能が備わっているため、不人気タイトルを容易に特定でき、適切なタイトル変更が行える仕様だった。
日進月歩の歩みでハードの移り変わりが激しいこの業界で、2004年までに家庭用ネオジオと共に14年間にわたりソフトを供給した。

### 家庭用ネオジオ
モデル名 NEO-0。1992年度にグッドデザイン賞を受賞した。
業務用のMVSがリリースされた一方、MVSと同時開発していた家庭用ネオジオも1990年4月26日に58,000円で販売された。俗称：AES（家庭用ネオジオ本体などに記載されたネオジオのキャッチコピー「Advanced Entertainment System」から由来する）で、これは後述のネオジオCDも同様である。発売当時、「ゲームセンター向けハードウェアと同じ品質で、かつゲームセンターでヒットしていたゲームがほぼそのまま家庭で遊べる」という特徴により、特に金銭に糸目をつけない熱心なゲームファンに支持された。翌年の1991年7月1日は、本体の販売価格が48,800円に変更された。併せて、それまでに発売されていた各ゲームタイトルの価格も見直しがされた。
ユーザーからは「容量が増えることに比例して手間とコストが掛かるのではないか」という疑問を抱かれていた。それに対してメーカーに聞き込むと、容量の増大に対してネガティブには受け取りにくい回答しか出されていない。
なお、当初は「MVS用ソフトウェアにわずかな変更を施したものが家庭用」と思われていたものの、後述する「MVSコンバーター」や「ユニバースバイオス」の登場により、実際は業務用も家庭用カセット版も中身は全く一緒で、最初から家庭用のプログラムも組み込まれていることが明らかになっている。
家庭用本体の販売と同じ日に、レンタル用の本体とソフトウェアも販売開始され、ゲームセンターや当時急速に日本全国に普及していたレンタルビデオ店で貸し出す事業を行った。なお、パソコンゲーム業界では1980年代前半よりレンタルを「違法コピーの温床」と否定的に捉える風潮が強かった。家庭用ゲーム業界もそれをほぼそのまま踏襲していたことから日本ではアメリカ合衆国と異なりゲームレンタルは「潜り」の商売とみなされて来た経緯がある。そのため、ネオジオのソフトを含めたレンタルは日本初のメーカー公認レンタルである。

### ネオジオ生産終了の理由
2004年、エス・エヌ・ケイ（旧社）の後継企業に当たるSNKプレイモアは『サムライスピリッツ零スペシャル』の発売を最後にネオジオの生産を終了させた。生産終了の最大の理由は、「海賊版、エミュレーターなどのコピー問題」である。
SNKや後継のSNKプレイモアはこの問題に対策を施したが、発売から10年以上も経っていたこともあって、ハードはすでに徹底的に隅々まで解析され尽くされていた。そのため、知識のある人間によってコピーガードなどのプロテクトは簡単に解除されたり、会社側がさらにセキュリティを強化しようとしても、今度はソフトの互換性に問題が生じることとなってしまった。
以上のことなどを踏まえ、SNKプレイモアは生産終了を発表し、事実上ネオジオの歴史に幕を閉じることとなった。このことについては、「ザ・キング・オブ・ファイターズ完全読本」内でも、SNK時代からのSNKプレイモア社員によって語られている。
2007年8月31日、SNKプレイモアは、ネオジオの家庭用ゲーム機体、アクセサリー、ゲームカートリッジ、そしてネオジオCD、ネオジオCDZ、ネオジオポケット、そしてネオジオポケットカラーのメンテナンスと修理を終了しました。

### 生産終了後
一部の国では2007年現在において安価で良質なゲームが楽しめる業務用ゲーム機として重宝されていた。
2010年、ネオジオは発売後20周年を迎えた。これを記念し、SNKプレイモアは同社サイトに20周年記念ページ“ NEOGEO MUSEUM ”を開設した。この記念ページ立ち上げと同時に別会社に委託する形でネオジオメモリーカード、ネオジオCD・ネオジオポケットを除くネオジオの補修を再開していたが、現在は終了している。

#### 内蔵型ゲーム機
2012年12月、SNK公式ライセンス商品としてNEOGEO Xが日本国内でも発売された。
2018年5月10日には現SNK社よりネオジオ ミニが発表され、7月24日に発売された。本体は業務用の「SC型」を模している。ネオジオの名作タイトルを40作品プリインストール（内蔵）し、3.5インチ液晶ディスプレイを搭載し、モバイルバッテリーにも対応しているので携帯ゲーム的に遊ぶことができる（外部ディスプレイへ映像も出力できる）。
2019年11月11日には現SNK社よりネオジオ アーケードスティック プロが発売された。先に出た「ミニ」同様、ネオジオの名作タイトルを20作品＋αプリインストールしているが、こちらはネオジオCDに付属したコントローラをイメージしたジョイスティック（にゲームが内蔵された形）になっており液晶ディスプレイは非搭載。「ミニ」のジョイスティックとしても使用できる。

#### 他機種でのソフトウェア展開

##### PlayStation 2
2005年、SNKプレイモアはPlayStation 2（以下：PS2）向けとして、『NEOGEO オンラインコレクション』というシリーズを発表。高額なネオジオ向け製品が完全移植で、安価にPlayStation 2で楽しめることとなった。第1弾として発売された『餓狼 MARK OF THE WOLVES』（以下：餓狼MOW）は、この作品は旧SNK時代の作品であるものの、オープニングに出てくる「SNK」および「SNK Presents」のロゴが「SNK PLAYMORE Presents」に差し替えられており、「基本操作説明」の画面はカットされているなど、完全移植ではなかった。
一応完全移植と呼べるようになったのは第3弾である『THE KING OF FIGHTERS オロチ編』からである。しかし、第3弾以降の一部の作品でも、表現などの問題もあって修正せざるを得なくなったものもあった。逆に、第2弾の『月華の剣士1・2』以降の作品には、第1弾である『餓狼MOW』にあったギャラリーモードや技表、プラクティス（トレーニング）モードが無く、PS2用に少し変更を加えただけの、ネオジオ版ほぼそのままのいわゆるベタ移植だった。

##### ダウンロード販売
SNKプレイモアはD4エンタープライズに版権許諾を出すという形でWiiのバーチャルコンソールに参入しており、同サービスで一部のネオジオ用ソフトがダウンロード販売されていた。
2010年12月22日にはPlayStation 3およびPlayStation Portableにおいてネオジオ用ソフトのダウンロード販売を行うネオジオステーションが開始された。PS3版は、1080p描画によりi/p変換を排し液晶などフラットパネルディスプレイ上でブラウン管と遜色ないプレイ環境を実現するとともに、インターネットを通じてラグの少ない高品質なマルチプレイが楽しめる。PSP版はアドホック通信によるマルチプレイに対応している。両機種とも、ゲーム中の任意の状態のセーブ、ネオジオ用メモリーカードや当時のバグなどの現象を含めたエミュレーションなどが可能な他、購入済全タイトルを網羅するBGM鑑賞モードを搭載している。
2011年4月19日には上記のD4エンタープライズが運営するプロジェクトEGGより、Windows向けにネオジオ用ソフトの配信を開始。千差万別なWindows環境に合わせて解像度を含む各種設定が変更可能であり、クイックセーブやムービーキャプチャも搭載されている。
この他、Xbox 360のXbox Live Arcadeに移植されたタイトルも存在する。それぞれHD高画質化されており、オンラインによる対戦・協力プレイが可能、実績システム、インゲームマニュアル（格闘ゲームでは技表を表示）などに対応している。
2016年からはハムスターと日本一ソフトウェアによるアーケードアーカイブスのサブブランド「アケアカNEOGEO」としてMVS版の配信が行なわれている。
このようにそれぞれのプラットフォームにて安価にダウンロード販売がなされているタイトルも多く、入手もゲームプレイも容易である。移植にあたってはバーチャルコンソールとプロジェクトEGGのようなROM版そのままの完全移植に近いものから、ネオジオステーション、Xbox LIVE アーケードのように元から新たな機能を追加した上での新規移植とも言える出来のタイトルも存在する。

## 関連商品

### 広報誌・公式ファンクラブ
SNKから公式に発行されていたネオジオ関連の広報誌および公式ファンクラブは以下の物が存在した。
ネオジオクラブ
1990年から1994年まで発行されていた無料配布の広報誌。全18号。この広報誌の発行と同時に『マイコンBASICマガジン』にて「ネオジオクラブ出張所」も連載されていた。
SNKサポーターズクラブ
1997年から2000年まで存在した公式ファンクラブ。会員特典として会報誌発行（全14号）・オリジナルグッズ通販・SNK直営店での割引サービスなどがあった。

### 雑誌
SNK公認のネオジオ専門のゲーム雑誌として以下のものが存在した。
ネオジオフリーク
芸文社より1995年5月から2000年11月まで発行されていた、SNK公認のSNKやネオジオのゲームを専門的に扱うゲーム雑誌。詳しくはネオジオフリークの項目内にて。

### 後継機種
SNKが倒産後、枝分かれ組のひとつであったブレッツアソフトはネオジオに代わる後継機種として「クリスタルシステム」という基板を発表した。この基板は韓国のマジックアイズ社が開発した「VRanderZERO」というマザーボードのアーキテクチャを流用し独自にカスタマイズした基板で、見た目は小型のMVSといった趣きの基板だった。しかし、元々のVRanderZEROマザーが非常に故障しやすい基板だったのに加えて、直後にブレッツアソフトがサン・アミューズメント社に吸収合併されたため、実際に発表されたタイトルは『ザ・クリスタルオブキングス』とメキシコのEVOGA社のブランドで発売された『エヴォリューションサッカー』の2タイトルのみであった、日本国内では公式に発売されず、『ザ・クリスタルオブキングス』のみ非公式で発売された。SNKプレイモアにとってブレッツアソフト、サンアミューズメント、そしてSNKネオジオ社は現在では傍系扱いとなっているため、クリスタルシステム基板自体が無かったことにされてしまった。生産終了後、SNKがネオジオ向けに開発していた作品を初めとする、SNKプレイモアが現在、権利を所有しているアーケード向けの作品の大半については、サミー（後のセガサミーホールディングス）が開発したプラットフォームである「ATOMISWAVE」へ移行し、移行後2年後にSNKプレイモアはプラットフォームを同社と旧SNK創設期より長く付き合いのあるタイトーの「Taito Type X」に変更している。また、タイトーのアーケード向けダウンロード配信システム「NESiCAxLive」での配信も予定されている。